# Музей истории Риги и мореходства
Музе́й исто́рии Ри́ги и мо́рехо́дства (латыш. Rīgas vēstures un kuģniecības muzejs) — музей в Риге, экспозиции которого освещают историю Риги, начиная с момента основания города в 1201 году и заканчивая первой половиной XX века. Музей находится в Старой Риге, в ансамбле Домского собора.

## История музея
Становление музея относится к XVIII веку — в основе его богатых и разнообразных фондов лежит коллекция естественно-научных, художественных и исторических предметов рижского врача Николауса фон Химзеля. После смерти врача его мать, Катрина фон Химзель, выполняя завещание сына, передала коллекцию в дар Риге. 22 февраля 1773 года рижский магистрат постановил создать музей, назвав его именем Химзеля. Музей был размещён в помещении так называемого Анатомического театра (здание не сохранилось). В 1791 году музей перевели в восточное крыло Домского ансамбля, специально перестроенное для нужд городской библиотеки и музея. Об этом свидетельствует изображение астролябии и надпись «MUZEUM» на фронтоне этого здания. В 1816 году в музее был открыт особый Кабинет искусств, а в 1881 году при объединении нумизматических коллекций города и музея Химзеля создан Монетный кабинет.

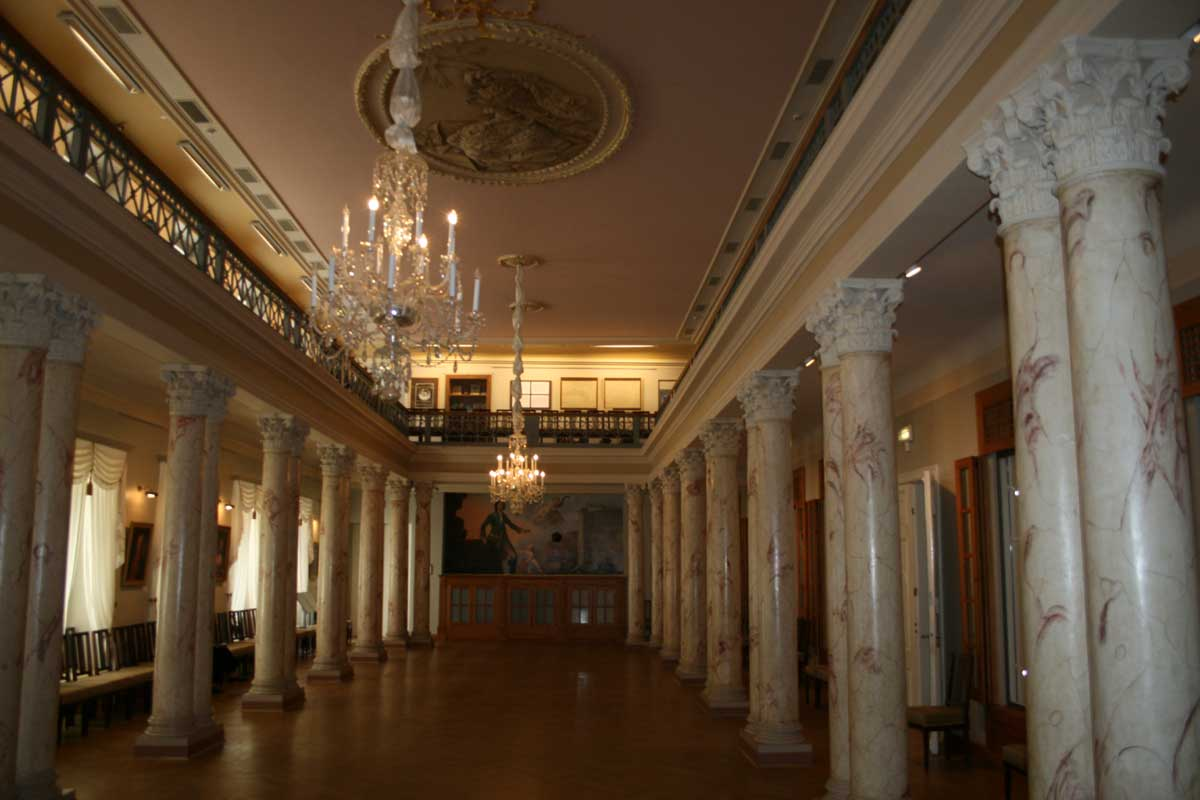
Колонный зал

История музея тесно связана с деятельностью Общества изучения истории и древностей прибалтийских провинций России, Рижского общества исследователей природы, Литературно-практического союза граждан и Рижского общества практикующих врачей Риги. Коллекции этих обществ были выставлены в 1858 году в так называемом Рижском музее. В 60-е годы XIX века Рижскому музею была депонирована естественно-научная и археологическая коллекция музея Химзеля, а часть коллекций перешла во вновь созданную Городскую картинную галерею.
В 1890 году названные научные общества переселились со своими коллекциями в Домский ансамбль, где для нужд музея было специально построено здание по ул. Паласта, 4, поэтому музей получил название Домского — по месту своего нахождения. Его попечителем стало Общество изучения истории и древностей прибалтийских провинций России. В Домском музее разместились коллекции Музея Химзеля: Монетный кабинет и различные ценности, принадлежавшие Риге.

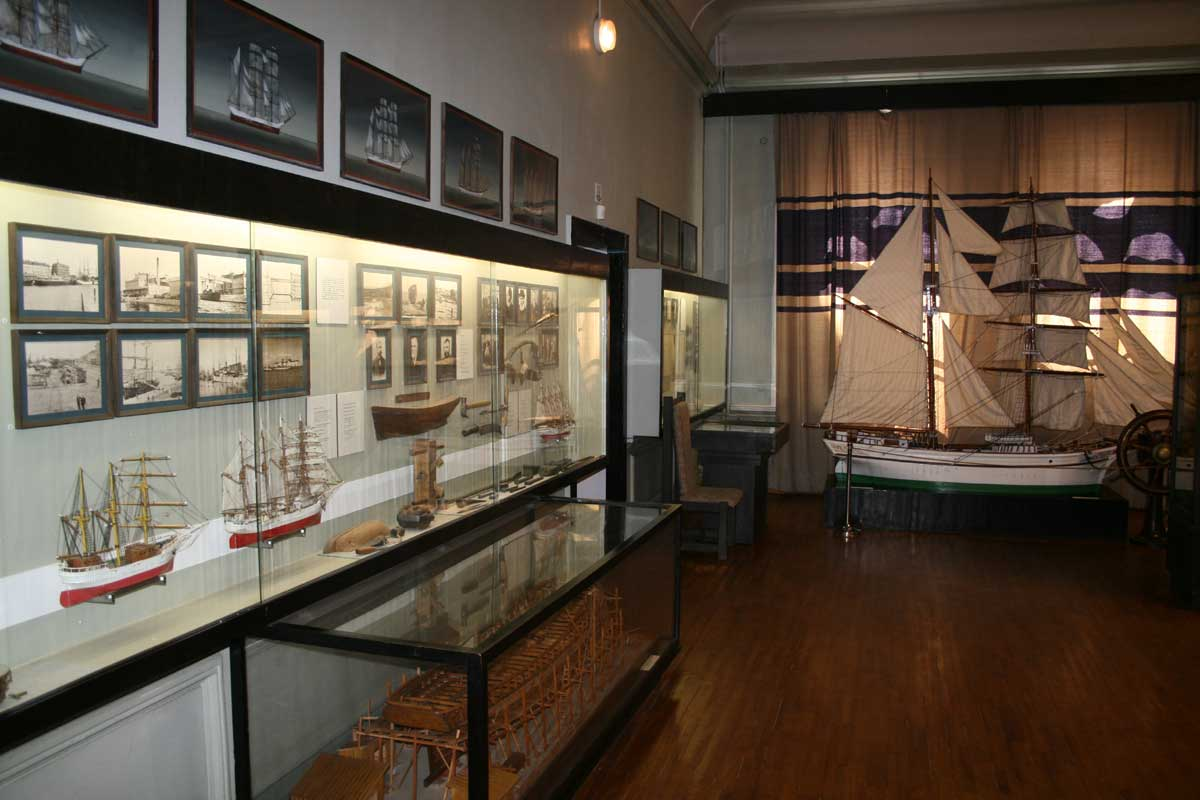
Раздел экспозиции, посвящённый истории мореходства

В 1932 году Домский музей со всеми имеющимися коллекциями был включён в список охраняемых объектов Управления памятниками Латвии, но в 1936 году его закрыли. Одновременно Рижское городское управление на основе принадлежавших ему депонированных материалов (в том числе предметов музея Химзеля) создало Рижский городской исторический музей. Управление памятниками передало ему связанные с историей Риги культурно-исторические материалы и коллекции нумизматики бывшего Домского музея. Деятельности и развитию музея помешала Вторая мировая война. Репатриация балтийских немцев и вывоз коллекций в оккупированные немцами страны способствовали утрате части музейных фондов. Музей неоднократно менял своё название.
В 1940 году в связи с присоединением Латвии к СССР музей был подвергнут национализации и с того времени находится под надзором государства. В 1964 году он получил своё нынешнее название — Музей истории Риги и мореходства.
В 2005 году музей реорганизован в Государственное агентство.
На начало 2023 года в фондах музея хранится более чем 600 000 предметов, систематизированных в 75 коллекций.
Музей имеет три филиала: в Риге — Дом Менцендорфа, Дом-музей рижан XVI—XVIII вв. (1992) и Музей фотографии Латвии (1993); в Айнажи — Айнажская мореходная школа (открыта в 1969 году).

## Экспонаты
- Рижский корабль

## Адрес
- ул. Паласта, 4, Рига, LV-1050, Латвия (вход через Домский собор)